# 長友真由
長友 真由（ながとも まゆ、2001年10月1日 - ）は、日本の女子バレーボール選手である。

## 来歴
宮崎県宮崎市出身。
延岡学園高等学校を経て、東海大学体育学部競技スポーツ学科に進学。
大学2年まではオポジットであったが、大学3年でミドルブロッカーに転向。直後の第70回黒鷲旗ではベスト4進出に貢献した。しかしその後の春季リーグで負傷し、1年以上実戦から離れた。4年生では選手兼学生コーチを務め、秋季リーグで試合復帰となった。
2023年12月、PFUブルーキャッツ石川かほくの内定選手になる。2024年4月、同チームに正式入団。
2024年10月13日、2024-25シーズンのSV.LEAGUEで、リーグ初出場を果たした。

## 所属チーム
- 宮崎市立檍中学校（2014-2017年）
- 延岡学園高等学校（2017-2020年）
- 東海大学（2020-2024年）
- PFUブルーキャッツ石川かほく（2024年-）